# Sherlock és én
A Sherlock és én (eredeti cím: Without a Clue) 1988-ban bemutatott brit vígjáték, ami Arthur Conan Doyle Sherlock Holmes-történetein és azok karakterein alapul.

## Szereplők
| Színész         | Szerep                             | Magyar hang (1. szinkronos változat) | Magyar hang (2. szinkronos változat) |
| --------------- | ---------------------------------- | ------------------------------------ | ------------------------------------ |
| Michael Caine   | Sherlock Holmes / Reginald Kincaid | Fülöp Zsigmond                       | Sebestyén András                     |
| Ben Kingsley    | Dr. John Watson                    | Szersén Gyula                        | Mihályi Győző                        |
| Jeffrey Jones   | Lestrade felügyelő                 |                                      | Mikula Sándor                        |
| Lysette Anthony | Leslie Giles                       |                                      |                                      |
| Paul Freeman    | Moriarty professzor                |                                      | Harsányi Gábor                       |
| Nigel Davenport | Lord Smithwick                     | Szabó Ottó                           | Várkonyi András                      |
| Pat Keen        | Mrs. Hudson                        |                                      |                                      |
| Rhys Darby      | Anton                              |                                      |                                      |
| Peter Cook      | Norman Greenhough                  | Szokolay Ottó                        |                                      |
| Tim Killick     | Sebastian Moran                    |                                      |                                      |
| Matthew Savage  | Wiggins                            |                                      |                                      |
| John Warner     | Peter Giles                        | Beregi Péter                         |                                      |
| Matthew Sim     | Mrs. Giles                         | Szabó Sipos Barnabás                 |                                      |
| John Tordoff    | Mr. Andrews                        | Verebély Iván                        |                                      |